# Cylindrophasia simillima
Cylindrophasia simillima là một loài ruồi trong họ Tachinidae.